# 소곡
소곡이란 여러 악장으로 이루어진 곡이 아닌 독립된 기악곡을 가리킨다.
이 용어는 18세기 말엽부터 기악작품에 대하여 쓰여왔으며, 규모가 작고 독립된 기악용 작품에만 쓰인다. 형식은 리트 형식으로 된 것이 많으나, 자유로운 형식으로 된 것도 적지 않다. 악기편성의 면에서 볼 때 독주악기를 위한 것이 대부분이고, 큰 작품이라도 실내악적 성격의 범위를 넘는 일이 없다. 오래된 것으로는 고전 춤곡, 프렐류드, 아리아 등이 여기에 포함된다.